# Cane da caccia

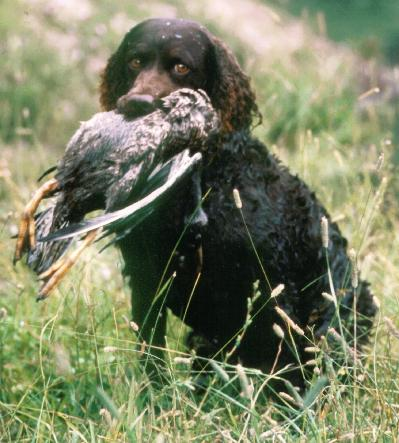
Uno Spaniel.

Si definisce cane da caccia l'animale appartenente ad una delle razze di cani selezionate nel corso del tempo dall'uomo per farsi assistere nella caccia.

## Tipologie
Col tempo, affinandone le predisposizioni naturali, sono stati selezionati cani con caratteristiche specifiche per i differenti tipi di caccia condotti dall'uomo. I cani da caccia si dividono nei seguenti gruppi.
- Cani da ferma - Sono quei cani che, individuato il selvatico, si bloccano in punta o ferma indicandone la presenza al cacciatore. Rappresentanti di questo tipo di cani sono i pointer, i setter, il bracco italiano e il bracco tedesco.
- Cani da riporto - Recuperano la selvaggina una volta abbattuta dal cacciatore. Fanno parte di questo tipo di cani per esempio i Golden Retriever e i Labrador.
- Cani da seguita o da seguito - Sono impiegati per scovare ed inseguire i selvatici, principalmente selvaggina da pelo, e spingerla verso i cacciatori. Fanno parte di questo tipo di cani tutti i segugi, ad esempio il segugio italiano, segugio svizzero, segugio Posavatz, Beagle-Harrier, Alpenlaendishe Dachsbracke.
- Cani da tana - Sono stati selezionati negli anni per essere piccoli e forti in modo da introdursi facilmente nelle tane dei selvatici come il tasso, l'istrice la volpe, allo scopo di stanarli in modo che il cacciatore possa abbatterlo, solitamente con fucili a canne mozze o con bastoni di legno. Tipici esempi sono il Fox Terrier, lo Jagdterrier e il bassotto.
- Cani da sangue o da traccia - Sono cani con un olfatto particolarmente sviluppato e sono impiegati nella ricerca della selvaggina ferita, seguendo la traccia ematica, da qui il loro nome. Rappresentanti di questo gruppo sono il Bloodhound, il segugio bavarese e il segugio di Hannover Alpenlaendishe Dachsbracke.

Esistono gare cinofile nazionali e internazionali in cui soggetti campioni delle varie razze sono fatti gareggiare in prove di lavoro.